# Golden Retriever
„Golden Retriever“ je píseň velšské alternativní rockové hudební skupiny Super Furry Animals. Šlo o první singl vydaný z jejího šestého alba Phantom Power. V hitparádě britské singlové hitparádě se v době svého vydání, v červenci 2003, umístil na třinácté pozici. Píseň pojednává o vztahu mezi dvěma psy přítelkyně zpěváka Gruffa Rhyse. Byla napsána ve stejné tónině, s totožným kytarovým laděním a ve stejné době jako několik dalších písní z alba Phantom Power.
Reakce kritiků na píseň byla obecně pozitivní, přičemž mnoho recenzentů komentovalo její „poutavý“ a glamrockový styl. Jako doprovod vydání singlu byl k písni natočen videoklip, jehož režisérem bylo duo Jake & Jim. V klipu jsou členové skupiny oblečeni jako yetti. Remix písně, jehož autorem byl anglický hudebník Killa Kela, vyšel na albu Phantom Phorce, stejně jako na DVD vydání alba Phantom Power.

## Nahrávání a motivy
Píseň „Golden Retriever“ pojednává o vztahu dvou psů, samce a samice, kteří patřili přítelkyni zpěváka skupiny Gruffa Rhyse. Rhys uvedl, že se inspiroval také dopravními značkami a učebnicí teorie jízdy, které musel vstřebávat, když několik let před napsáním písně „Golden Retriever“ skládal řidičské zkoušky. Prvky z nich se dostaly do písňových textů, jež jsou parodií na blues. Píseň má společnou tóninu (D-dur), totožné kytarové ladění (D-A-D-D-A-D) a byla napsána ve stejné době jako několik dalších písní z alba Phantom Power, jako například dvojice instrumentálních písní „Father Father“, dále „Hello Sunshine“, „Cityscape Skybaby“ a „Out of Control“. Píseň „Golden Retriever“ byla nahrána spolu se zbytkem alba ve studiu v Cardiffu, které vlastní samotná kapela.

## Hudební struktura
Píseň „Golden Retriever“ dosahuje délky dvou minut a osmadvaceti sekund a její tónina je D-dur. Píseň začíná sestupným riffem na akustickou kytarou a po dvou sekundách se přidává kapela. Elektrická kytara hraje třínotový riff (D, F a G) hraný za pomoci fuzz pedálu. V devíti sekundách začíná první verš textu, v němž Gruff Rhys zpívá a setkání ďábla s kruhovým objezdem. První refrén začíná ve čtyřiadvacáté sekundě, kdy je Rhyss doplněn doprovodnými vokály ve falzetu a zkreslenou elektrickou kytarou hrající akordy místo jednotlivých not. Následuje druhý verš a po něm druhý refrén. Outro písně začíná v jedné minutě a pětapadesáti sekundách. Obsahuje výrazné kytarové linky a bicí.

### Alternativní verze
Remix písně „Golden Retriever“, jehož autorem je anglický hudebník Killa Kela, vyšla na DVD verzi alba Phantom Power, stejně jako na kompilaci Phantom Phorce.

## Seznam skladeb
Autory všech skladeb jsou členové skupiny Super Furry Animals.
- Digipak CD (katalogové číslo 6739062), 7" (6739067)
  1. „Golden Retriever“ – 2:28
  2. „Summer Snow“ – 2:30
  3. „Blue Fruit“ – 4:43
- DVD (6739069)
  1. „Golden Retriever (Video)“ – 2:28
  2. „Summer Snow“ – 2:30
  3. „Blue Fruit“ – 4:43

## Obsazení
- Gruff Rhys – zpěv
- Huw Bunford – kytara
- Guto Pryce – baskytara
- Cian Ciarán – klávesy
- Dafydd Ieuan – bicí
- Rachel Thomas – doprovodné vokály

## Umístění vhitparádách
| Hitparáda                  | Umístění |
| -------------------------- | -------- |
| Irská singlová hitparádě   | 38       |
| Britská singlová hitparáda | 13       |